# Villefranche-de-Lonchat
Villefranche-de-Lonchat är en kommun i departementet Dordogne i regionen Nouvelle-Aquitaine i sydvästra Frankrike. Kommunen ligger i kantonen Villefranche-de-Lonchat som tillhör arrondissementet Bergerac. År 2022 hade Villefranche-de-Lonchat 956 invånare.

## Befolkningsutveckling
Antalet invånare i kommunen Villefranche-de-Lonchat
Referens:INSEE